# 인도저빌
인도저빌(Tatera indica)은 쥐과 황무지쥐아과에 속하는 설치류의 일종이다. 아프가니스탄과 인도, 이란, 이라크, 쿠웨이트, 네팔, 파키스탄, 스리랑카, 시리아에서 발견된다. 인도저빌속(Tatera)의 유일종이다. 보엠저빌속에 속하는 종은 역사적으로 인도저빌속으로 분류했다.
머리와 몸길이는 17~20cm이다. 꼬리는 20~21cm이다. 머리 전체를 포함한 등면은 옅은 갈색 또는 연한 갈색에다 녹슨 얼룩이 있다. 밑 부분은 흰색이다. 꼬리는 완전히 털로 덮여 있고 짙은 흑갈색이며 옆면은 회색을 띠고 끝부분에 눈에 띄는 검은색 술이 있다. 몸의 털은 부드러우며 밑부분은 드문드문 있습니다. 꼬리털이 더 길다. 눈은 크고 두드러진다. 바운드 보행은 달릴 때 구별된다.